# Partido Acción Socialista
El Partido Acción Socialista de Costa Rica fue un partido político de izquierda fundado en 1969 por el disidente del socialdemócrata Partido Liberación Nacional Marcial Aguiluz Orellana. Durante este período el artículo 98 de la Constitución prohibía la inscripción de partidos políticos de izquierda revolucionaria lo que había llevado a la ilegalización por parte del Tribunal Supremo de Elecciones de gran cantidad de proyectos políticos izquierdistas incluyendo la ilegalización del Bloque de Obreros, Campesinos e Intelectuales que postulaba al dirigente comunista histórico Manuel Mora Valverde. Debido a que resultaba demasiado escandaloso ilegalizar dos partidos políticos para la misma elección, el TSE permitió que Acción Socialista se mantuviera inscrito y esto a su vez permitió, en un caso insólito en América Latina, que los marxistas pudieran participar en las elecciones y presentar candidato presidencial y candidatos a diputados aun siendo oficialmente ilegal el comunismo. En esa elección los socialistas obtuvieron dos diputados; Mora Valverde y el propio Aguiluz Orellana. Para las elecciones de 1974 vuelve a participar el PASO eligiendo de nuevo dos diputados; el hermano de Mora, Eduardo Mora Valverde y el educador Arnoldo Segura Ferreto.

## Elecciones presidenciales
| Elecciones presidenciales |                        |        |       |          |
| Año                       | Candidato              | Votos  | %     | Posición |
| 1970                      | Lisímaco Leiva Cubillo | 7 221  | 1.34% | 4°       |
| 1974                      | Manuel Mora Valverde   | 16 081 | 2.37% | 6°       |

## Elecciones legislativas
|  | 5.49 % |

|  | 4.41 % |